# Conioscinella beckeri
Conioscinella beckeri är en tvåvingeart som beskrevs av Malloch 1940. Conioscinella beckeri ingår i släktet Conioscinella och familjen fritflugor. Inga underarter finns listade i Catalogue of Life.